# Charlie Wayman
Charles „Charlie“ Wayman (* 16. Mai 1922 in Bishop Auckland; † 26. Februar 2006 ebenda) war ein englischer Fußballspieler. Der Mittelstürmer gehörte nach dem Zweiten Weltkrieg zu den treffsichersten Angriffsspielern im englischen Fußball und war in der Saison 1952/53 bester Torjäger der First Division. In diesem Jahr gewann er zudem mit Preston North End hinter dem FC Arsenal die Vizemeisterschaft, was neben der Pokalfinalteilnahme zwei Jahre später der größte Erfolg in seiner Karriere blieb. Länderspiele für die englische Nationalmannschaft blieben ihm zeit seiner Laufbahn stets versagt.

## Sportliche Laufbahn

### Die ersten Schritte
Wie viele Altersgenossen in seiner nordenglischen Heimat arbeitete Wayman bereits in jungen Jahren im Steinkohlebergbau und frönte parallel dem Fußballsport in der Betriebssportgruppe in Chilton, von wo aus er die nächsten Schritte bei dem Amateurverein Spennymoor United tätigte. Die Leistungen dort qualifizierten ihn 1941 für ein Probetraining bei Newcastle United, die ihn daraufhin mit einem Vertrag ausstatteten. Wettkämpfe fanden nur in Form von sogenannten „Wartime Games“ statt, die während des Zweiten Weltkriegs statt des offiziellen Spielbetriebs der Football League ausgetragen wurden. Wayman diente zudem während der Kampfhandlungen als Seemann in der Royal Navy und hielt nach seiner Rückkehr in die Heimat an seiner Grubenarbeit weiter fest. Trotz der schwierigen Verhältnisse machte er aber in den Kriegspartien positiv auf sich aufmerksam und erzielte für die „Magpies“ 35 Tore in 71 Spielen – dazu kamen weitere Gastspieleinsätze für den FC Portsmouth.

### Newcastle United (1946–1947)
Als der Zweitligist Newcastle United nach dem Krieg eine neue Mannschaft zusammengestellte, war Waymans Platz zunächst auf der linken Innenstürmerposition und dort debütierte er im Januar 1946 offiziell in einem Pflichtspiel gegen den FC Barnsley im FA Cup. Schnell zeigte sich aber, dass der kleingewachsene und „bullige“ Stürmer seine Stärken vielmehr in vorderster Front hatte und da der Verein durch den Abgang von Albert Stubbins zum FC Liverpool im Offensivzentrum eine Lücke zu schließen hatte, verging nur wenig Zeit bis Oktober 1946, als Wayman die Angriffsformation als Mittelstürmer anführte. Sein Einstand auf dieser Position endete eindrucksvoll mit vier Toren im Heimspiel gegen Newport County, wobei Wayman zu Beginn der Partie sogar noch einen Elfmeter verschossen hatte – das 13:0 gilt zudem (neben einem weiteren Resultat mit demselben Ergebnis) bis heute als höchster Sieg in der Geschichte der Football League. Unterstützt von einer Offensivreihe, zu denen die beiden Innenstürmer Len Shackleton und Roy Bentley sowie die Flügelstürmer Jackie Milburn und Tommy Pearson zählten, gelangen Wayman 34 Tore in 46 Pflichtspieleinsätzen. Dennoch verlief der Saisonausklang ernüchternd, da der angepeilte Aufstieg in das englische Oberhaus misslang. Persönliche Enttäuschung widerfuhr Wayman durch seine kontroverse Ausbootung beim FA-Cup-Halbfinale, das die Magpies ohne ihren Sturmführer gegen Charlton Athletic deutlich mit 0:4 verloren. Das zerrüttete Verhältnis war anschließend nicht mehr zu kitten und für die Zweitliga-Rekordablösesumme von 10.000 Pfund wechselte Wayman im Oktober 1947 in den Süden zum Ligakonkurrenten FC Southampton (Newcastle besetzte daraufhin die Mittelstürmerposition mit Milburn neu und gewann in dieser Formation zu Beginn der 1950er Jahre drei Ausgaben des FA Cups).

### FC Southampton (1947–1950)
Der Kontrast zwischen seiner heimatlichen Industriestadt im Nordosten Englands und der neuen Bleibe in der leichtlebigen südenglischen Küstenstadt hätte größer nicht sein können, aber um Wayman herum entstand mit dem Außenverteidiger und späteren Weltmeistertrainer Alf Ramsey und dem Innenstürmer Ted Bates eine schlagkräftige Truppe. Der ersehnte Aufstieg blieb Wayman aber auch bei den „Saints“ verwehrt. Obwohl er sich schnell zum Publikumsliebling entwickelte und im Oktober 1948 fünf Tore im Spiel gegen Leicester City schoss, war der Aufstiegskampf vor allem dadurch geprägt, dass die entscheidenden Spiele nicht gewonnen werden konnten. Als 1950 der Aufstieg erneut nur durch den schlechteren Torquotienten verhindert worden war, zog es Wayman zurück in seine nordenglische Heimat. Seine Familie hatte sich zudem im Süden nie vollständig einleben können und so schloss sich Wayman September 1950 mit Preston North End wieder einem Zweitligisten an. Um diesen Transfer zu realisieren, überließ „PNE“ neben der Zahlung einer Ablösesumme von 10.000 Pfund dem FC Southampton Eddy Brown als „Stürmerersatz“.

### Preston North End (1950–1954)
In Deepdale gesellte sich Wayman zu dem englischen Nationalstürmer Tom Finney, der trotz des Abstiegs zwei Jahre zuvor dem Verein die Treue gehalten hatte, aber im Sturm wenige Mitspieler seiner Qualität hatte. Gleich in seiner ersten Spielzeit steuerte Wayman 27 Tore in 34 Spielen bei und führte die „Lilywhites“ über die Zweitligameisterschaft zur Rückkehr in die First Division. Es war der endgültige Durchbruch in Waymans Karriere und nach einem sicheren siebten Platz in seiner ersten Saison im englischen Oberhaus avancierte er mit seinem Team ein Jahr später zum Meisterschaftsanwärter. Dort war jedoch erneut der schlechtere Torquotient gegenüber dem neuen Titelträger FC Arsenal ausschlaggebend. Eine weitere knapp verpasste Chance ereignete sich zwei Jahre später, als Wayman erst im FA-Cup-Endspiel unterlag. Zuvor hatte er in jeder Runde mindestens ein Tor geschossen und auch im Finale traf er gegen West Bromwich Albion in der 51. Minute zur zwischenzeitlichen 2:1-Führung, bevor Tore von Ronnie Allen und kurz vor Schluss Frank Griffin die Entscheidung für die „Baggies“ besorgten.
Obwohl Wayman letztlich in vier aufeinander folgenden Jahren der beste Torschütze seines Vereins war und 1953 sogar die Torjägerkrone in der englischen Eliteklasse errang, fiel er dem Neuaufbau von Trainer Frank Hill zum Opfer, durch den er 1954 für 8.000 Pfund an den Zweitligisten FC Middlesbrough „abgeschoben“ wurde.

### Karriereausklang und Folgeaktivitäten
Die besten Tage waren zwar mittlerweile gezählt, aber Waymans Tore waren nicht unwesentlich dafür verantwortlich, dass sich „Boro“ im Mittelfeld der Liga aller Abstiegssorgen entledigen konnte. Die vormalige Schnelligkeit war als Tribut seiner kraftraubenden Spielweise deutlich eingeschränkt, aber im Dezember 1956 wechselte er ein letztes Mal den Klub und schloss sich in der Norddivision der dritten Liga dem FC Darlington an. Anhaltende Knieprobleme zwangen ihn dort im April 1958 zum Karriereende.
Nach einer kurzen Trainerzeit bei dem Amateurverein Evenwood Town entschied er sich für die weitere Arbeit in einem „bürgerlichen Beruf“ und betätigte sich für die Brauerei Scottish & Newcastle. Sein weiteres Leben als Rentner verbrachte er in der Heimat im Nordosten Englands.

## Erfolge
- Englischer Torschützenkönig: 1953